# Herman Fleming (politiker)
Oskar Herman August Fleming, född 14 december 1859 i Kumla församling, Västmanlands län, död 6 april 1937 i Hedvig Eleonora församling, Stockholms stad, var en svensk friherre, militär, industriman och politiker. Han var son till Oskar Fleming.
Fleming blev 1878 underlöjtnant vid Livregementets grenadjärkår, men fick samma år transport till Göta artilleriregemente. Inom truppslaget befordrades han till kapten (vid dåvarande Första Göta artilleriregemente) 1894. 1899 utnämndes han till major i armén, erhöll 1902 avsked från beställning på stat och övergick 1906 till reserven. Fleming var artilleristabsofficer 1891–1898 och fälttygmästare 1899–1902 samt arbetade ofta i fackmilitära kommissioner och uppdrag. Efter avskedstagandet var Fleming varit artilleridirektör vid Bofors 1902–1904, verkställande direktör för Nordiska artilleriverkstäderna, AB Nya Stockholms vapenfabrik och AB Nordiska motorverkstäderna vid Finspång 1904–1912 och var sedan 1917 verkställande direktör i AB Järnförmedling samt sedan 1911 fullmäktig i Järnkontoret. Dessutom var han ledamot i flera kommittéer angående järnhanteringsfrågor.
Fleming var sedan 1908 ledamot för Östergötlands län i första kammaren och var ledamot av bevillningsutskottet sedan 1914 (vice ordförande sedan 1920), av kristids-utskottet vid 1918 års urtima riksdag och av värnpliktsutskottet vid 1919 års urtima riksdag samt var ledamot av nationella partiets förtroenderåd. I riksdagen var Fleming i synnerhet sysselsatt med försvarsfrågan men även mycket intresserad av beskattningsfrågor. Han uppträdde 1911 kraftigt för den så kallade F-båten och motionerade 1913 om större enhetlighet i arméns och marinens utrustning med vapen och ammunition samt om anskaffning av ett tidsenligt bergsartilleri. 1922 väckte han motion om införande av en provisorisk allmän omsättningsskatt. En vid hans första riksdag (1908) väckt motion om sådan ändring av Tryckfrihetsförordningen, att utgivare av periodisk skrift, som dömts till urbota straff, icke under strafftiden skulle äga att befatta sig med skriftens utgivning, föll genom andra kammarens avslag.
Fleming var ordförande i kommittéerna för arméns och marinens avlöning under krigstjänstgöring (1915), tillgodoseende av arméns ammunitionsbehov (1916) och i vinlagskommittén (1917) samt bland annat ledamot av försvarsrevisionen (1919) och av kommittén för arméns och marinens centrala förvaltning. Han var från 1898 ledamot av Krigsvetenskapsakademien.